# Пері Баумайстер
Пері Баумайстер (нім. Peri Baumeister; нар. 1986, Берлін, Німеччина) — німецька акторка театру і кіно. Найбільш відома за ролями леді Гізели в серіалі «Останнє королівство» і Наді у фільмі «Криваво-червоне небо».

## Біографія
Народилась в Берліні, Німеччина в сім'ї актора Едвіна Ноеля Баумайстера та культурної менеджерки Джудіт Шефер Шуллер. Її старша зведена сестра Мюріель Баумайстер також акторка. З 2007 по 2011 рік навчалась в Баварській театральній академїї імені Августа Евердинґа в Мюнхені за спеціальністю акторське мистецтво. Під час навчання з'являлась в театральних постановках «Доґвіль» та «Мандерлей» Ларса фон Трієра під керівництвом Йохена Шольха в театрі «Метрополь» в Мюнхені.

## Кар'єра
Кар'єра на телебаченні для Пері почалась з роллі Грети Тракл у фільмі «Tabu — Es ist die Seele ein Fremdes auf Erden», за яку вона згодом отримала нагороду в категорії «Найкраща молода актриса» на кінофестивалі «Max Ophüls Film Festival» в 2012 році. Того ж року зіграла головну роль у кінокомедії Олівера Цігенбальга «Я нормально супер гуд».
У 2015 році зіграла дружину фізика Вернера Гейзенберга у мінісеріалі «Kampen om tungtvannet» про спроби Гітлера створити ядерну бомбу, а також отримала головну роль у фільмі «Herbe Mischung».
У 2017 році приєдналась до акторського складу серіалу «Останнє королівство», знявшись у другому і третьому сезонах в ролі леді Гізели, а в 2019 році отримала головну роль у телесеріалі «Skylines» компанії «Netflix», де зіграла Сару.
У 2021 році зіграла у фільмі жахів «Криваво-червоне небо» режисера Пітера Торварта.

## Фільмографія
| Рік       |   | Українська назва      | Оригінальна назва                                         | Роль                     |
| --------- | - | --------------------- | --------------------------------------------------------- | ------------------------ |
| 2011      | ф |                       | Tabu – Es ist die Seele ein Fremdes auf Erden             | Грета Тракл              |
| 2012      | с | Місце злочину         | Tatort                                                    | Розвіта Кранц            |
| 2012      | ф | Я нормально супер гуд | Russendisko                                               | Ольга                    |
| 2013      | ф |                       | Feuchtgebiete                                             | Валері                   |
| 2013      | ф |                       | Ein weites Herz – Schicksalsjahre einer deutschen Familie | Елізабет фон Плеттенберґ |
| 2014      | ф |                       | Irre sind männlich                                        | Бернадетт                |
| 2014      | ф |                       | Männertreu                                                | Ніна Еренс               |
| 2015      | ф |                       | Halbe Brüder                                              | Сінді                    |
| 2015      | с |                       | Blochin: Die Lebenden und die Toten                       | Фредді Ґейслер           |
| 2015      | с |                       | Der Kriminalist                                           | Каролін Натерс           |
| 2015      | с |                       | Kampen om tungtvannet                                     | Елізабет Гейзенберг      |
| 2015      | ф |                       | Herbe Mischung                                            | Захра                    |
| 2016      | с |                       | Ein starkes Team: Nathalie                                | Наталі Бромбах           |
| 2016      | ф |                       | Oregon Pine                                               | Тереза Беккер            |
| 2016      | ф |                       | Unsere Zeit ist jetzt                                     | Ванесса                  |
| 2016      | с |                       | Die Chefin                                                | Джессіка Кемпф           |
| 2017—2018 | с | Останнє королівство   | The Last Kingdom                                          | леді Гізела              |
| 2018      | ф | Тригрошовий фільм     | Mackie Messer – Brechts Dreigroschenfilm                  | Елізабет Гауптман        |
| 2019      | с |                       | Skylines                                                  | Сара Рейнгард            |
| 2020      | ф |                       | 9 Tage wach                                               | Аня                      |
| 2021      | ф | Криваво-червоне небо  | Blood Red Sky                                             | Надя                     |
| 2023      | с | Осине гніздо          | Schlafende Hunde                                          | Ленні Атлас              |